# Садовый шмель
Садовый шмель (лат. Bombus hortorum) — вид шмелей.

## Описание
Длина 18—24 мм (размах крыльев 35—40 мм). Рабочие 11—16 мм (размах крыльев 28—32 мм). Самцы 13—15 мм. По окраске спинки и брюшка похож на красноватого шмеля (Bombus ruderatus), отличаясь тем, что у садового шмеля светлые перевязи на спинке и 1-м тергите брюшка желтоватого цвета, а ширина перевязи из чёрных волосков между основаниями крыльев почти вдвое шире пятна из желтоватых волосков на щитике.

## Биология
Обладает очень длинным язычком, специализируется на питании нектаром бобовых. 

## Распространение
Европа, Кавказ, Закавказье, Урал, Сибирь, Дальний Восток.
Интродуцирован в Новую Зеландию и Исландию.